# Tłumienie strun
Tłumienie strun – jedna z podstawowych umiejętności niezbędnych do prawidłowego opanowania gry na instrumentach strunowych, polegająca na "uciszeniu" wybrzmiewającej struny, uzyskaniu pustego, "perkusyjnego" dźwięku lub wręcz niedopuszczeniu do wydania przez strunę żadnego dźwięku.
Istnieje wiele sposobów tłumienia strun, jednym z nich jest przyłożenie brzegu prawej dłoni do strun(y) w okolicach mostka, lub posłużenie się palcami lewej dłoni, polegające na stłumieniu struny (istotna jest tu siła nacisku - zbyt mocny może spowodować dociśnięcie struny do progu, czego efektem może być pojawienie się dźwięku, jak i ustawienie palców - użycie tylko jednego palca może prowadzić do wybrzmienia flażoletu).
Tłumienie strun gitary elektrycznej, tak by wydawała ono "perkusyjny" dźwięk jest częstym sposobem ekspresji gitarzystów grających muzykę reggae.
Sprawne tłumienie strun jest podstawą prawidłowej gry na gitarze basowej metodą slapu.